# Avijaja Lund Järund
Avijaja Lund Järund (geb. Petri, später Lund Nielsen; * 6. Dezember 1966 in Qaqortoq, Grönland) ist eine dänische Curlerin und Trainerin.
Ihr internationales Debüt hatte Avijaja Petri im Jahr 1985 bei der Curling-Junioreneuropameisterschaft, sie blieb jedoch ohne Medaille. Drei Jahre später, bei der erstmals ausgetragenen Curling-Juniorenweltmeisterschaft 1988, gewann sie mit Bronze ihre erste Medaille. 
Avijaja Lund Nielsen spielte Dänemark bei den Olympischen Winterspielen 2002 in Salt Lake City als Lead. Die Mannschaft schloss das Turnier auf dem neunten Platz ab.
Zwischen 2004 und 2006 war Avijaja Lund Järund Trainerin der dänischen Herren- und Damennationalmannschaft. Größter Erfolg war der Gewinn der Bronzemedaille durch Frauenmannschaft um Skip Dorthe Holm bei der Europameisterschaft 2005.

## Erfolge als Spielerin
- 2. Platz Europameisterschaft 2001
- 3. Platz Weltmeisterschaft 1999, 2001
- 3. Platz Juniorenweltmeisterschaft 1988